# 로자 바글라노바
로자 타지바이키지 바글라노바(카자흐어: Роза Тәжібайқызы Бағланова, 1922년 1월 1일 ~ 2011년 2월 8일)는 카자흐스탄의 가수이다.
1939년부터 1941년까지 키질로르다 교육회에 재학했으며 1941년부터 1947년까지 우즈베키스탄 가무 합주단에서 활동했다. 1949년부터 카자흐스탄 국립 오페라 발레단 소속 가수로 활동했고 동구권, 사회주의 국가에서 순회 공연을 벌였다. 소련 시절에는 카자흐스탄 인민예술가 칭호를 받았으며 1967년에는 소련 인민예술가, 1996년에는 키르기스스탄 인민예술가 칭호를 받았다.